# Khải Định
Khải Dinh (Huế, 8 ottobre 1885 – Huế, 6 novembre 1925) è stato un imperatore vietnamita.

## Biografia
Visita la Francia nel 1922, mentre nel 1923 fece costruire il padiglione Tứ Phương Vô Sự a Huế. Khải Định soffriva di problemi di salute come il padre e diventò un tossicodipendente. Alla fine morì di tubercolosi nella Città Proibita Viola a Huế, secondo la sua concubina Ba Phi, che lo ha descritto come "non interessato al sesso" e "fisicamente debole". È sepolto nel Mausoleo Ứng, nelle vicinanze della città. La sua tomba è ora parte del Complesso dei Monumenti di Huế, protetto dall'UNESCO dal 1993.